# TH17-Zelle
TH17-Zellen sind ein spezieller Typ von T-Helferzellen. Sie sind nach dem von ihnen produzierten Interleukin IL-17 benannt und haben eine wichtige Rolle bei der Aktivierung von neutrophilen Granulozyten, werden aber auch mit der Entstehung von chronischen Entzündungen und Autoimmunerkrankungen in Verbindung gebracht. Der TH17-Differenzierungsweg ist ein Differenzierungweg für T-Helferzellen, der außerhalb des zuvor bekannten TH1-/TH2-Systems steht.

## Entstehung
TH17-Zellen entwickeln sich aus sogenannten naiven T-Helferzellen, also T-Helferzellen, die noch keinen Kontakt mit ihrem spezifischen Antigen hatten, erst nach deren Aktivierung durch Antigenkontakt. Für die Differenzierung von TH17-Zellen ist IL-6 und TGF-β nötig, in den Zellen wird dadurch der Transkriptionsfaktor RORgt aktiviert. Für das Überleben der Zellen wird weiterhin das Interleukin IL-23 benötigt, dem schon länger eine Rolle bei der Entstehung von Autoimmunerkrankungen zugeschrieben wird.

## Wirkung
Das Hauptsekretionsprodukt von TH17-Zellen ist das namensgebende IL-17, das eine Zytokin-Familie mit verschiedenen Botenstoffen von IL-17A bis IL-17F darstellt, wobei bei TH17-Zellen die Sekretion von IL-17A und IL-17F dominiert. Rezeptoren für IL-17 befinden sich auf verschiedenen Zelltypen des Immunsystems, beispielsweise auf myeloiden Zellen, zu denen die Neutrophilen Granulozyten gehören, und auf Lymphozyten. Aber auch Epithel- und Endothel-Zellen sowie Fibroblasten besitzen entsprechende Rezeptoren. Weitere Sekretionsprodukte von TH17-Zellen sind TNF-α und IL-6.
Die Botenstoffe bewirken Entzündungsprozesse, bei denen Neutrophile Granulozyten eine dominante Rolle spielen. IL-17 bewirkt in den genannten Zielzellen eine Ausschüttung von G-CSF, IL-6 und IL-8, die diesen Zelltyp zum Einwandern bringen und aktivieren. Außerdem werden verstärkt entzündungsfördernde Proteine wie IL-1, IL-6, PGE-2, Cyclooxygenase 2 und Matrixmetalloproteasen exprimiert. Auch die Struktur von Binde- und Knochengewebe wird durch IL-17 moduliert. Es aktiviert die Bildung von Osteoklasten und hemmt die Synthese von Proteoglykanen. Gleichzeitig wird der Abbau von Proteoglykanen und die Bildung von Aggrecanase gefördert.
Eine weitere Wirkung von TH17-Zellen ist die Verhinderung einer effizienten Bekämpfung von intrazellulären Krankheitserregern, indem die Bildung von TH1-Zellen unterdrückt wird.

## Funktion
Die physiologische Funktion von TH17-Zellen scheint die Einleitung der Abwehr von extrazellulären Bakterien in peripheren Organen durch Neutrophile Granulozyten zu sein. Durch die Unterdrückung von TH1-Zellen kann es zur Persistenz von Erregern oder Antigenen und somit zur Chronifizierung von Entzündungsreaktionen kommen. Auch sollen TH17-Zellen an der Entstehung von Autoimmunerkrankungen wie der Rheumatoiden Arthritis beteiligt sein.

## Erkrankungen
Bei der Suszeptibilität für Mykobakteriosen durch kompletten IL12RB1-Defekt ist die Entwicklung dieser Zellen durch einen Defekt im IL12RB1-Gen auf Chromosom 19 Genort p13.1 gestört, welches für die IL-12R-Beta1-Kette des Interleukin-12 kodiert.